# Ilovița, Mehedinți
Ilovița este satul de reședință al comunei cu același nume din județul Mehedinți, Oltenia, România.

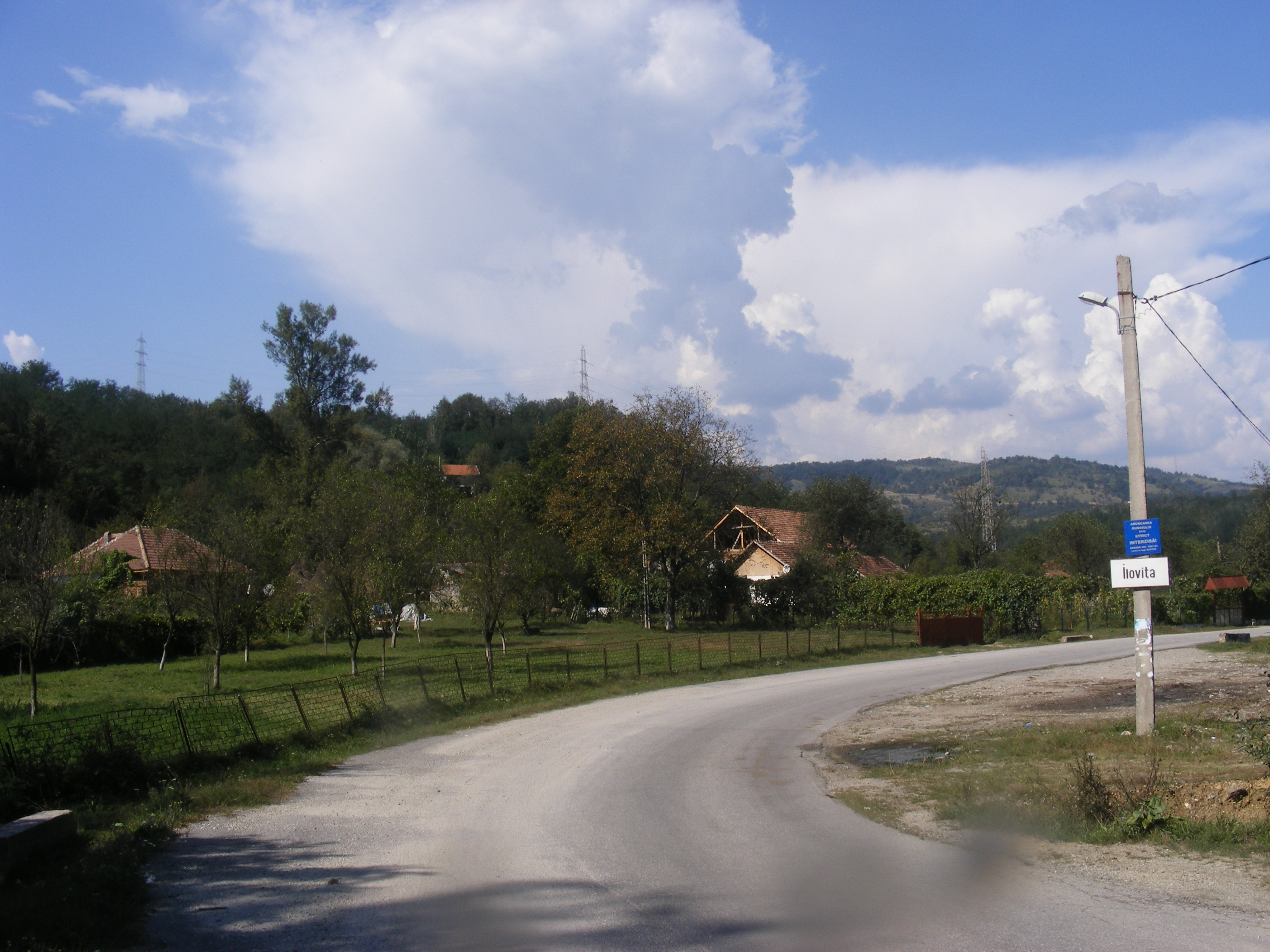
Intrarea în satul Ilovița, dinspre Dunăre.